# زولت سابو (لاعب كرة قدم مجري)
زولت سابو (بالمجرية: Szabó Zsolt)‏ هو لاعب كرة قدم مجري، ولد في 30 أبريل 1986 في جيور في المجر. لعب مع غيور تورنا أوزتالي.

## وصلات خارجية
- زولت سابو على موقع قاعدة بيانات كرة القدم.إي يو (الإنجليزية)